# 後藤昭次
後藤 昭次（ごとう しょうじ、1931年 - ）は、日本のアメリカ文学者、翻訳家。立教大学名誉教授。

## 略歴
立教大学英文学大学院博士課程満期退学。立教大学助教授、教授、1997年定年退任、名誉教授。　
立教大教授（アメリカ文学）の後藤和彦（1961 - ）とは無関係。

## 編著
- 『文学と批評のポリティクス アメリカを読む思想』(大阪教育図書） 1997.3

## 翻訳
- 『アメリカ古典文学研究』（D・H・ロレンス、表現社） 1962
- 『犠牲者』（ソール・ベロウ、大橋吉之輔共訳、白水社、新しい世界の文学） 1966
- 『標識塔』（フォークナー、冨山房、フォークナー全集11） 1971
- 『リアリズム』（デイミアン・グラント、研究社出版、文学批評ゼミナール） 1971
- 『アメリカの社会進化思想』（R・ホフスタター、研究社出版、研究社叢書） 1973
- 『社会進化論』（研究社出版、アメリカ古典文庫18） 1975
- 『文学=イメージの変容』（フレデリック・ジェイムソン、世織書房） 2000.10

## 参考
- 後藤昭次氏略年表 「英米文学」1997